# Silent Alarm
"Silent Alarm" jest debiutanckim albumem brytyjskiej grupy rockowej Bloc Party, wydany 14 lutego 2005 roku, nominowany w roku 2005 do prestiżowej nagrody brytyjskiego przemysłu muzycznego Mercury Music Prize. Magazyn NME uznał "Silent Alarm" za najlepszy album roku 2005.

## Lista utworów
1. "Like Eating Glass" – 4:20
2. "Helicopter" – 3:40
3. "Positive Tension" – 3:54
4. "Banquet" – 3:22
5. "Blue Light" – 2:47
6. "She's Hearing Voices" – 3:29
7. "This Modern Love" – 4:25
8. "The Pioneers" – 3:35
9. "Price of Gasoline" – 4:19
10. "So Here We Are" – 3:53
11. "Luno" – 3:57
12. "Plans" – 4:10
13. "Compliments" - 4:40